# ThinkPad G
ThinkPad Gシリーズ（シンクパッド ジー -）は、レノボ（元はIBM）のノートパソコン、ThinkPadブランドの一シリーズ。

## 概要
Gシリーズは、ThinkPadの中でも"デスクトップ リプレイスメント"と位置づけられ、省スペースデスクトップパソコンの代わりとして用いられることが想定されている。フロッピーディスクドライブのある3スピンドルノートPCであり、PS/2コネクタ、パラレルポートなど一部のレガシーデバイスが存置されている。光学ドライブはウルトラベイに対応しておらず、固定式である。 基本的に15.0V型のXGAまたはSXGA+液晶ディスプレイを搭載している。GPUはチップセット内蔵のものが用いられ、仕様は一貫して低コスト重視となっている。
低価格だが発熱量の多いデスクトップパソコン用のCPUを搭載することを前提とした大きな筐体であり、ベイデバイスを含めた重量は4.1kgにも達する。最大120wの消費電力に対応し、ACアダプタも大容量の専用品となっている。モバイル用途はほとんど考慮されていないものの、急な停電時などで1 - 2.5時間程度は内蔵バッテリーで運用可能である。
コンフォートスラント（傾斜）・キーボードを採用し、ウルトラナビは装備されていない。

## ThinkPad G4x系統
2003年4月発表。Aシリーズの後継機種として登場したが、しばらくは併売され、Gシリーズ登場後もAシリーズの新製品が続いた。
G40ではデスクトップ用のCPUが搭載された。
ラインナップ
- G40 - Intel 852GMチップセット+Pentium 4 2.40GHz - 3.00GHz、または Celeron 2.0GHzプロセッサー。価格は￥279,000 - ￥129,000。
- G41 - Intel 852GMEチップセット+モバイル インテル Pentium 4、または Celeron Dプロセッサー。

## ThinkPad G5xシリーズ
2006年7月にG5xシリーズとなり、プラットフォームが代替わりした。Intel 945GM Expressチップセットに、Core Duoまたは Celeron Mプロセッサーが組み合わされた。
ラインナップ
- G50